# Teresa Caeiro
Teresa Margarida de Figueiredo de Vasconcelos Caeiro (Lisboa, 14 de Fevereiro de 1969 - Lisboa, 14 de Agosto de 2025) foi uma jurista e política portuguesa.

## Biografia
Licenciada em Direito pela Faculdade de Direito da Universidade de Lisboa, realizou o estágio de advocacia no Grupo Legal Português, entre 1993 e 1995. Em seguida exerceu funções como tradutora free-lance do Tribunal de Justiça e no Tribunal de Primeira Instância (atual Tribunal Geral) da União Europeia, de 1996 a 1999. Simultaneamente, entre 1998 e 1999, foi jurista na companhia de aviação Portugália Airlines.
Militante do Centro Democrático e Social, teve a sua primeira experiência política numa autarquia, ao integrar a Assembleia de Freguesia das Mercês, em Lisboa, entre 1997 e 2001. Em final dos anos 1990 Paulo Portas, já líder do partido, chama Teresa Caeiro para assessora jurídica do Grupo Parlamentar do CDS-PP, na Assembleia da República. A seguir passa a chefe de gabinete do mesmo Grupo Parlamentar.
Em 2002, nas eleições legislativas desse ano (das quais resultariam um governo de coligação PSD e CDS-PP) o partido incluiu Teresa Caeiro nas listas para deputada à Assembleia da República. Embora tenha sido eleita, não chegou a tomar posse em virtude da sua nomeação para o cargo de governadora civil de Lisboa, a 14 de maio desse ano.
A 12 de Setembro de 2003, porém, deixava o cargo para ingressar no governo de coligação PSD/CDS-PP, era primeiro-ministro José Durão Barroso, como Secretária de Estado da Segurança Social do XV Governo Constitucional. Em 2004, com a indigitação de Santana Lopes como primeiro-ministro do XVI Governo Constitucional, Teresa Caeiro passa a Secretária de Estado das Artes e dos Espectáculos.
Depois da vitória eleitoral do PS de José Sócrates, nas legislativas de 2005, tomou assento na Assembleia da República, sendo reeleita deputada em 2009 e 2011, pelo Círculo Eleitoral de Leiria.
Vice-presidente da Comissão Política Nacional do CDS-PP, desde 2008 até 2012, afastou-se da atividade política após casar com Miguel Sousa Tavares, mantendo-se no entanto como comentadora de assuntos políticos na SIC Notícias.
Desfiliou-se de CDS em julho de 2025.

### Família, casamento e descendência
Filha e neta de militares, era filha do contra-almirante Pedro Manuel de Vasconcelos Caeiro (18 de Março de 1937) e de sua mulher, Maria Teresa Leandro de Almeida Figueiredo. Era irmã mais velha de Rita Figueiredo de Vasconcelos Caeiro, neta paterna do almirante Francisco Ferrer Caeiro (Évora, 22 de Outubro de 1910 - ?), e de sua mulher Maria del Carmen Cesariny de Vasconcelos Caeiro, esta irmã do poeta e pintor Mário Cesariny; e neta materna de António de Almeida Figueiredo (10 de Maio de 1911 - ?), médico, por sua vez sobrinho paterno do empresário de turismo Fausto de Figueiredo, e de sua mulher Fernanda Leandro.
Casou em Mora, Pavia, em 25 de Junho de 2011, com o jornalista e escritor Miguel Sousa Tavares, separaram-se em setembro de 2017.
Tinha um filho da sua relação anterior, com o professor e investigador Vasco Rato.

### Condecorações[3]
- Grã-Cruz do Mérito da Ordem do Mérito da República Federal da Alemanha (26 de Maio de 2009)